# Combate de Castro
El combate de Castro fue un enfrentamiento entre una fuerza española y una expedición holandesa dirigida por Baltazar de Cordes, ocurrido en la Isla Grande de Chiloé, (actual Región de Los Lagos, Chile) a mediados de mayo de 1600. Este acontecimiento —acaecido en el marco de la Guerra de los Ochenta Años— significó la liberación de la ciudad de Castro, que por varias semanas estuvo ocupada por el corsario neerlandés, y fue también la primera defensa española en el Reino de Chile ante una invasión extranjera.

## Antecedentes
El marino holandés Baltazar de Cordes era el capitán de una las naves de la expedición que Jacob Mahu y Simón de Cordes, entre otros comerciantes de Róterdam, habían emprendido en 1598 para comerciar con América, establecer colonias y socavar el poderío español.
Al llegar al estrecho de Magallanes en 1599, las tormentas separaron a la flota. «La Fidelidad», al mando de Baltazar de Cordes, recién logró salir al océano Pacífico en diciembre, y en los primeros días de marzo de 1600 ya se encontraba en el norte del archipiélago de Chiloé. Los neerlandeses recibieron auxilio de los huilliches en Lacuy y pactaron con ellos una alianza para tomar Castro y acabar con los españoles. Tras llegar a Castro el 19 de abril de 1600, Cordes se ganó la confianza de las autoridades de Castro, mediante el ardid de hacerse pasar por comerciantes pacíficos y contar que ellos deseaban ayudar a repeler un pronto ataque de los indígenas con el que habrían fingido estar de acuerdo, y logró que los pobladores de la ciudad se encerraran en la iglesia. Una vez llegados los huilliches, mató a sus jefes y también a los varones españoles y construyó un fuerte improvisado resuelto a permanecer en el lugar, seguramente con la esperanza de recibir refuerzos tarde o temprano.
Parte de los marineros estaba descontenta con la traición a sus aliados indígenas y con las contemplaciones que su capitán mostró en algunos momentos con sus enemigos españoles, según se narra en el diario de uno de ellos.
Veinticinco españoles que no se encontraban en Castro al momento de la conquista holandesa-huilliche, resistieron mediante una guerra de guerrillas en contra de las actividades holandesas y huilliches. Destacó en este periodo de resistencia Inés de Bazán que secretamente le entregó armas y municiones a la resistencia y animó a los rebeldes a atacar a los neerlandeses. Una vez repelido el ataque los neerlandeses la castigaron a latigazos.
Por esos mismos días, el coronel Francisco del Campo se aprestaba a dar curso a los planes de repoblamiento de la ciudad de Valdivia, la que había sido destruida en noviembre de 1599 durante el levantamiento indígena que siguió a la batalla de Curalaba. Sin embargo, al enterarse de la conquista holandesa de Chiloé y ante el temor de que esos extranjeros pudieran pactar una alianza con los indígenas alzados en el continente, del Campo decidió ponerse inmediatamente en marcha hacia el sur.

## El combate
Del Campo aprovechó el factor sorpresa y preparó el ataque para el amanecer «al despuntar el lucero». Su capitanes:
- Jerónimo de Peraza neutralizaría la artillería del muro.
- Francisco de la Rosa (militar) atacaría la muralla con escaleras improvisadas para luego tomar el cañón de la entrada, y abrir el portón.
- Agustín de Santa Ana, explotaría una sección del propio muro de empalizada que parecía vulnerable.

El plan se iría cumpliendo. Peraza ataca a los indígenas del exterior y logra reducir a los artilleros, facilitando la escalada del pelotón de La Rosa, y estos a su vez logran abrir el portón. Simultáneamente Santa Ana logra crear un forado en el muro e ingresar con sus hombres. Sin embargo la lucha seguirá firme por al menos dos horas sin poderse decidir hasta después de la salida del sol.
Los neerlandeses se repliegan a la casa del fuerte. Del Campo intenta conseguir la rendición pero ante el fracaso ordena provocar un incendio a la casa. Los neerlandeses intentan huir por una puerta falsa del fuerte pero fracasan, sin embargo aprovechan el propio forado hecho por los españoles y logran llegar al mar donde en una lancha alcanzan su barco surto en la bahía que con sus disparos protege la retirada.

## Consecuencias
La batalla costó la vida de 26 neerlandeses y unos 300 indígenas, mientras que en las fuerzas españolas hubo diez muertos y una docena de heridos. Luego del combate se ejecutó a los españoles e indígenas que habían colaborado con el enemigo.
Después de su derrota y el retorno a la ciudad del poder español, Baltazar de Cordes huyó por mar e inició un largo viaje que le llevó primero a Perú, y finalmente a Tidore, actual Indonesia, donde fue finalmente apresado y condenado a muerte por autoridades portuguesas.
Por su parte, el coronel Francisco del Campo retornó a Osorno, ciudad que en ese momento se encontraba en una situación calamitosa producto del alzamiento indígena de 1598.